# 梁敏
梁敏（1926年1月27日—2022年4月11日），生於中華民國廣西省南寧市（今中華人民共和國廣西省南寧市），壯族，語言學家，專長於中華人民共和國少數民族語言。曾任中國社會科學院民族學与人類學研究所研究員。

## 生平
1947年就讀國立南寧師範學院（今廣西師範大學前身）英語系，1949年取得學士。
1949年中華人民共和國建立後，任中學教師。1954年進入中國社科院，加入少數民族語言調查第一工作隊，跟隨袁家驊、羅季光、王均等人调查壯侗語族语言。
2022年於澳大利亞雪梨市過世。

## 著作
- 梁敏, 张均如著《民族语言学论稿 : 梁敏, 张均如论文选》，社会科学文献出版社, 2011年。